# 潘向挺
潘向挺（1995年9月18日—）是前臺灣男子籃球運動員，場上主打控球後衛位置。

## 生平
潘向挺擁有鄒族血統，畢業於社口國小、明仁國中、能仁家商、國立體育大學，就讀能仁家商時體驗過高中籃球聯賽二連霸，大三升上大四之際加入社會組球隊鈦鼎科技，2018年幫助球隊奪下大專籃球聯賽冠軍，2018年7月在超級籃球聯賽新人選秀會第二輪獲得台灣啤酒青睞，25歲時離開超級籃球聯賽舞台進入迪卡儂工作。

## 外部連結
- 潘向挺在fiba.basketball（英语）
- 潘向挺在archive.fiba.com（archived）（英语）
- 潘向挺在Eurobasket.com（球員）（英语）
- 潘向挺在Eurobasket.com（球員）（英语）